# روضة الغابات

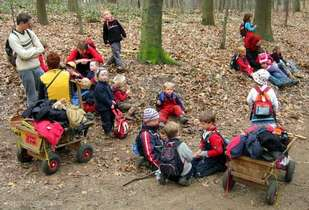
أطفال في الغابة

روضة أطفال الغابات  نوع من  التوجيه قبل المدرسي للأطفال الذين تراوح أعمارهم من ثلاثة سنوات إلى ستة سنوات. يُشجع الأطفال على اللعب والاستكشاف والتعلم في الغابات أو البيئة الطبيعية. ويشرف على الأطفال معلم بهدف المساعدة بدلاً من القيادة.

## الأنشطة
يمكن وصف روضة أطفال الغابات بأنها روضة أطفال «دون سقف أو جدران». يقضي موظفو الرعاية النهارية والأطفال وقتهم في الهواء الطلق، عادة في الغابة. ومن السمات المميزة لرياض الغابات التشديد على اللعب بالألعاب المصممة من الكائنات التي يمكن العثور عليها في الطبيعة، وليس الألعاب التجارية. على الرغم من هذه الاختلافات، تهدف رياض الأطفال للغابات إلى تحقيق نفس الغرض الأساسي مثل دور الحضانة الأخرى، ألا وهي العناية بالأطفال الصغار وتحفيزهم وتعليمهم.

## الموقع والتنظيم
تعمل رياض الغابات أساسًا في الغابات، ويكون هناك مبنى في الغابة حيث يمكن للأطفال أن يحتموا من الطقس. وقد يقضون أيضًا جزءًا صغيرًا من كل يوم في داخل هذا المبنى، وأيضا هذا المبنى متواجد لأسباب إدارية وتنظيمية، مثل توفير موقع معروف حيث يمكن للوالدين تسليم أطفالهم وجمعهم. يُشجع الأطفال على ارتداء ملابسهم في الطقس، مع ملابس مقاومة للماء وطبقات دافئة، وفقًا للمناخ.

## التاريخ
في المناطق الريفية، والأزمنة التاريخية، لم يكن الوصول إلى الطبيعة يمثل مشكلة. على مدى القرن الماضي، مع تزايد التحضر و"اضطراب نقص الطبيعة "، حدثت تغييرات كثيرة في الموقف من التعليم في الهواء الطلق.
أنشأ أول روضة للغابات إيلا فلوتاو في الدنمارك في أوائل الخمسينات. تتشكل الفكرة تدريجياً نتيجة لقضائها في كثير من الأحيان مع أطفالها وجيرانها في غابة قريبة، وهو شكل من أشكال الرعاية النهارية التي أثارت اهتماما كبيرا بين آباء الحي. شكل الآباء مجموعة وأنشأوا مبادرة لإنشاء أول روضة للغابات.
توجد روضة أطفال الغابات في ألمانيا منذ عام 1968، ولكن اعتُرف بها رسمياً أحد أشكال الرعاية النهارية في عام 1993، مما أتاح الدعم الحكومي للحد من رسوم الرعاية النهارية للأطفال الذين حضروا روضة الغابات. ومنذ ذلك الحين، أصبحت رياض الغابات أكثر شعبية. اعتبارا من عام 2005 كان هناك ما يقرب من 450 من رياض الغابات، وبعضها يقدم مزيجا من رياض الأطفال والغابات والرعاية النهارية التقليدية، وقضاء أوقات الصباح في الغابات وبعد الظهر داخلها. بحلول أواخر عام 2017، تجاوز عدد رياض الغابات 1500.
في بريطانيا عام 2005، بدأت معلمة سويدية في السنوات الأولى،هيلينا نيلسون، روضة الأطفال البرية، حيث يقضي الأطفال في سن ما قبل المدرسة كل صباح في الطبيعة على مدار العام. يُدعى الأطفال بدءاً من عام 2018 في جميع رياض الأطفال للاحتفال «باليوم العالمي للغابات» كل عام في الثالث من مايو/أيار.

## آثار
غالبًا ما تكون رياض الغابات أقل ضجيجًا من الغرف المغلقة، وقد تبين أن الضوضاء عامل في مستوى الإجهاد لدى الأطفال والمتخصصين في الرعاية النهارية.
مجرد حفظ المعالم الطبيعية يحسن الانضباط الذاتي لدى الأطفال.كما أن زيارة مدارس الغابات زيارة منتظمة أمر مرغوب فيه.على الرغم من أنه لا يزال غير منتشر.
وقد أثبتت الأبحاث أن اللعب بالخارج لفترات طويلة له تأثير إيجابي على نمو الأطفال، لا سيما في مجالات التوازن وخفة الحركة، ولكن أيضا البراعة اليدوية، والتنسيق البدني. وفقًا لهذه الدراسات، يعاني الأطفال الذين يحضرون رياض الغابات من عدد أقل من الإصابات بسبب الحوادث ويقل احتمال تعرضهم للإصابة وتتحسن قدرة الطفل على تقييم المخاطر، على سبيل المثال في التعامل مع الحرائق والأدوات الخطرة. ويقال أن اللعب في الهواء الطلق يعزز المناعة عند للأطفال.